# Robert Land
Pour les articles homonymes, voir Land et Liebmann.
Robert Land, né Robert Liebmann le 13 juillet 1887 à Kremsier en Autriche-Hongrie (aujourd'hui Kroměříž en République tchèque) et mort le 12 octobre 1940 à Paris, est un réalisateur austro-tchèque.

## Biographie
Robert Liebmann, né à Kremsier en 1887, prend Robert Land comme pseudonyme afin d’éviter les confusions avec son homonyme, critique de cinéma et scénariste, né en 1890. Peu après 1900, il part à Vienne pour y achever ses études en germanistique et histoire de l’art, avant de suivre des cours d’art dramatique.
Il réalise ses premiers films en Autriche au début des années 1920. En 1924, il s'installe à Berlin. S'il se fait connaître d'abord par des drames et des mélodrames, dont Frau Sorge (1925), d'après un roman de Hermann Sudermann, il se spécialise bientôt dans l'adaptation de comédies et d'opérettes viennoises. 
En 1928, il choisit Marlene Dietrich, qui n'était pas encore une actrice très connue, pour lui confier le premier rôle dans Je baise votre main, Madame (Ich küsse Ihre Hand, Madame).
L'élan de sa carrière est brutalement interrompu en 1933 par l'arrivée au pouvoir des nationaux-socialistes et d'Adolf Hitler. Robert Land (alias Liebmann), étant Juif, il émigre d'abord à Prague, où il ne trouve guère de travail, puis séjourne en Italie, en 1934, avant de rentrer à Prague l'année suivante. En 1937, il s'installe à Vienne et travaille à la Reichsfilmkammer, dont il est expulsé l'année suivante lors de l'annexion de l'Autriche par l'Allemagne. 
Sous le coup d'une interdiction d'exercer son art par les nazis, il retourne à Prague et y tourne deux films avant de s'exiler en 1938, avec sa femme, à Paris. La dernière trace que nous ayons de lui est une lettre datée du 7 janvier 1940.

## Filmographie partielle
- 1919 : Adrian Vanderstraaten
- 1922 : Don Juan (en) coréalisé avec Albert Heine (en)
- 1925 : Der Fluch
- 1926 : Der Bankkrach unter den Linden
- 1928 : Princesse Olala (Prinzessin Olala)
- 1928 : Frau Sorge
- 1929 : Je baise votre main, Madame (Ich küsse Ihre Hand, Madame)
- 1930 : Boykott
- 1931 : Amours viennoises
- 1931 : 24 Stunden aus dem Leben einer Frau
- 1938 : Panenka